# Мэнди (фильм)
«Мэнди» (англ. Mandy) — американский боевик ужасов, снятый в 2017 году режиссёром Паносом Косматосом по сценарию, написанному совместно Косматосом и Аароном Стюартом-Аном. Премьера состоялась на кинофестивале «Сандэнс» 18 января 2018 года. В фильме снимались Николас Кейдж и Андреа Райсборо. Это один из последних фильмов исландского композитора Йохана Йоханнссона.

## Сюжет
Где-то на Тихоокеанском Северо-Западе в 1983 году Ред Миллер живёт с Мэнди Блум. Однажды Мэнди приглянулась местному лидеру секты Иеремии. Их с Рэдом похитили, а когда Мэнди нелестно высказалась в адрес Иеремии, то её сожгли на костре на глазах Рэда. Рэд решает встать на тропу войны и убивает практически всех сектантов и байкеров, помогавших Иеремии. В конце концов он находит Иеремию в деревянной церкви и раздавливает своими руками его череп. Фильм заканчивается сценой, где окончательно сошедший с ума Рэд видит в машине призрака Мэнди. Видение постепенно исчезает.

## В ролях
- Николас Кейдж — Ред Миллер[7]
- Андреа Райзборо — Мэнди Блум[7]
- Лайнус Роуч — Иеремия Сэнд[7]
- Билл Дьюк — Карутерс[7]
- Ричард Брэйк — Химик[7]
- Нед Деннехи — Братец Суон[7]
- Олуэн Фуэр — Мамаша Марлен[7]
- Сэм Ловик[7]
- Хэйли Сейуэлл — Сис[8]

## Отзывы
На сайте Rotten Tomatoes у фильма 91 % положительных рецензий на основе 219 отзывов со средней оценкой 7,7 из 10. На Metacriticе — 81 балл из 100 на основе 30 рецензий.
Издание Thrillist назвало «Мэнди» «лучшим фильмом Николаса Кейджа за последние годы».
Другие издания тоже похвалили актёра, назвав картину «сочетанием „Безумного Макса“ и соревнования Ironman».

## Награды и номинации
- 2018 — приз за лучшую режиссуру (Панос Косматос) в официальной фантастической секции Каталонского кинофестиваля.
- 2019 — премия «Сатурн» за лучший независимый фильм, а также номинация за лучшую мужскую роль (Николас Кейдж).
- 2019 — номинация на премию «Независимый дух» за лучшую операторскую работу (Бенджамин Лёб).